# Landesregierung Niessl II
Die Landesregierung Niessl II bildet die Burgenländische Landesregierung von der Wahl durch den Burgenländischen Landtag in der XIX. Gesetzgebungsperiode am 25. Oktober 2005 bis zur Angelobung der Landesregierung Niessl III am 24. Juni 2010.
Am 11. Dezember 2008 löste Werner Falb-Meixner den bisherigen Agrar-Landesrat Nikolaus Berlakovich ab, nachdem dieser in die Bundesregierung Faymann I gewechselt war. Werner Falb-Meixner trat am 30. April 2011 nach Bestätigung seines Urteils wegen Amtsmissbrauchs durch den Obersten Gerichtshof von seinem Amt als Agrar-Landesrat zurück.

Sein Nachfolger wurde ab 11. Mai 2011  Andreas Liegenfeld.

## Regierungsmitglieder
| Amt                                                     | Name                 | Partei | Zuständigkeitsbereiche |
| ------------------------------------------------------- | -------------------- | ------ | --- |
| Landeshauptmann                                         | Hans Niessl          | SPÖ    | Landesverwaltung, Personal, Europäische Integration und grenzüberschreitende Zusammenarbeit, Koordination, Wohnbauförderung, Raumplanung, Sport |
| Landeshauptmann-Stellvertreter                          | Franz Steindl        | ÖVP    | Gemeinden, Staatsbürgerschaften, Landesfeuerwehrverband, Katastrophenschutz, Wirtschaft, Jugend, Baurecht, Gewerberecht, Energierecht |
| Landesrat                                               | Andreas Liegenfeld   | ÖVP    | Land- und Forstwirtschaft, Veterinärangelegenheiten – Tierschutz, Landwirtschaftliche Fachschulen, Jagdwesen, Wasser- und Abfallwirtschaft, Natur- und Umweltschutz, Güterwegebau, Ländliche Neuordnung |
| Landesrat                                               | Helmut Bieler        | SPÖ    | Finanzen, Kunst und Kultur, Wissenschaft und Bildung, Straßenbau, Landeshochbau |
| Landesrätin                                             | Verena Dunst         | SPÖ    | Grundsatzangelegenheiten der Frauenpolitik und spezifische Frauenförderung, Familienpolitische Angelegenheiten, Jugendschutz, Maschinen- und Elektrizitätswesen sowie Fahrzeug- und Heizungswesen, Lärmbekämpfung und Luftreinhaltung, Strahlenschutz und Chemikalienwesen, Schuldnerberatung, Konsumentenschutz und Preisüberwachung, Dorferneuerung                                                   |
| Landesrätin                                             | Michaela Resetar     | ÖVP    | Veranstaltungswesen, Lichtspielwesen, Erschließung und Nutzung von Bodenschätzen, Wasserrecht, Kraftfahrwesen, Kraftfahrlinien, Straßenpolizei, Straßenverwaltungsrecht, Eisenbahnwesen, Schifffahrtsrecht, Zivilluftfahrt, diverse Rechtliche Angelegenheiten, Berufsschulen, allgemeinbildende Pflichtschulen, Angelegenheiten des Tourismus, Kindergärten, Kinderkrippen, Tagesheimstätten und Horte |
| Landesrat                                               | Peter Rezar          | SPÖ    | Krankenanstalten, Gesundheit, Lebensmittelaufsicht, Soziales, Altenwohn- und Pflegeheime, Hauskrankenpflege/Soziale Dienste, Jugendwohlfahrt, Arbeitnehmerförderung |
| Vorzeitig ausgeschiedene Mitglieder der Landesregierung |                      |        | |
| Landesrat                                               | Nikolaus Berlakovich | ÖVP    | Land- und Forstwirtschaft, Veterinärangelegenheiten – Tierschutz, Landwirtschaftliche Fachschulen, Jagdwesen, Wasser- und Abfallwirtschaft, Natur- und Umweltschutz, Güterwegebau, Ländliche Neuordnung |
| Landesrat                                               | Werner Falb-Meixner  | ÖVP    | Land- und Forstwirtschaft, Veterinärangelegenheiten – Tierschutz, Landwirtschaftliche Fachschulen, Jagdwesen, Wasser- und Abfallwirtschaft, Natur- und Umweltschutz, Güterwegebau, Ländliche Neuordnung |